# Université de Mary Washington
L'université de Mary Washington est une université d'arts libéraux située à Fredericksburg dans l'est des États-Unis. Fondée en 1908, elle compte environ 5 300 étudiants en 2010. Son campus s'étend sur 71 hectares.